# 44 (číslo)
Čtyřicet čtyři je přirozené číslo. Následuje po číslu čtyřicet tři a předchází číslu čtyřicet pět. Řadová číslovka je čtyřicátý čtvrtý nebo čtyřiačtyřicátý. Římskými číslicemi se zapisuje XLIV.

## Matematika
Čtyřicet čtyři je
- Tribonacciho číslo
- šťastné číslo
- součet tří druhých mocnin ({\displaystyle 2^{2}+2^{2}+6^{2}})

## Chemie
- 44 je atomové číslo ruthenia

## Ostatní
- +44 je název bývalé americké hudební skupiny
- 44 je číslo pod kterým jezdí několikanásobný řidič formule 1 Lewis Hamilton
- +44 je mezinárodní telefonní předvolba Spojeného království

## Roky
- 44
- 44 př. n. l.
- 1944